# Phrynetopsis loveni
Phrynetopsis loveni là một loài bọ cánh cứng trong họ Cerambycidae.